# Cheiromeles
Cheiromeles là một chi động vật có vú trong họ Dơi thò đuôi, bộ Dơi. Chi này được Horsfield miêu tả năm 1824. Loài điển hình của chi này là Cheiromeles torquata Horsfield, 1824.

## Các loài
Chi này gồm các loài: